# Lista de monarcas da Prússia

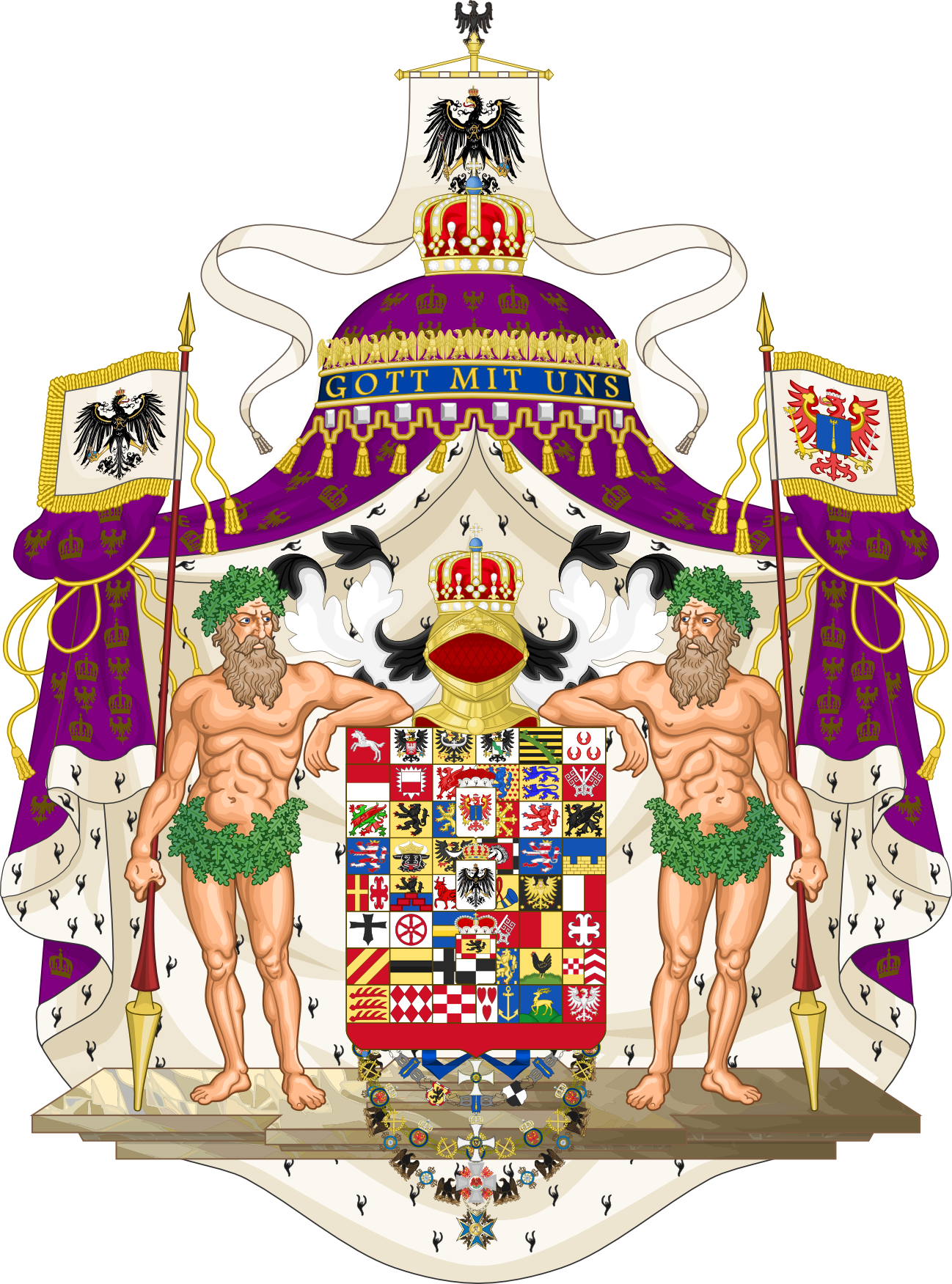
Brasão de armas da Prússia.

Esta é uma lista de monarcas da Prússia. A Casa de Hohenzollern governou o estado germânico da Prússia desde sua criação em 1525 como o Ducado da Prússia. O ducado evoluiu a partir do Estado da Ordem Teutônica, um estado cruzado católico e teocrata localizado junto da costa leste do Mar Báltico. Os Cavaleiros Teutônicos estavam sob a liderança de um Grão-Mestre, com o último deles, Alberto, convertendo-se para o protestantismo e secularizando as terras que tornariam-se o Ducado da Prússia. 
O estado originalmente era vassalo do Reino da Polônia, resultado dos termos da Homenagem Prussiana onde Alberto recebeu o ducado depois da Guerra Polaca-Teutônia. A Prússia passou para um ramo diferente dos Hohenzollern em 1618, que também reinavam como Eleitores de Brandemburgo no Sacro Império Romano-Germânico, com os dois estados sendo chamados historicamente de Brandemburgo-Prússia. O Reino da Prússia foi oficialmente estabelecido em 1701 por Frederico I. Por motivos diplomáticos, os monarcas eram chamados de "Rei na Prússia" até 1772 por ainda deverem vassalagem ao imperador como eleitores. Enquanto o estado prussiano crescia através de guerras e manobras diplomáticas, ficou aparente que ele era mais poderoso que o império. Após a Guerra Franco-Prussiana em 1871, o rei Guilherme I foi coroado Imperador Alemão. A partir de então, apesar do Reino da Prússia manter seu status como estado constituinte do Império Alemão, todos os reis da Prússia também foram imperadores da Alemanha.

## Monarcas da Prússia

### Ducado
| Nome                                                            | Retrato                                                                                 | Nascimento | Casamento(s)                                                   | Morte                           |
| --------------------------------------------------------------- | --------------------------------------------------------------------------------------- | --- | -------------------------------------------------------------- | ------------------------------- |
| Alberto 10 de abril de 1525 – 20 de março de 1568               |                                                                                         | 17 de maio de 1490 filho de Frederico I de Brandemburgo-Ansbach e Sofia Jagelão                                  | Doroteia da Dinamarca 1526 6 filhos                            | 20 de março de 1568 77 anos     |
| Alberto 10 de abril de 1525 – 20 de março de 1568               | Ana Maria de Brunsvique-Luneburgo 1550 2 filhos                                         | 17 de maio de 1490 filho de Frederico I de Brandemburgo-Ansbach e Sofia Jagelão                                  |                                                                | 20 de março de 1568 77 anos     |
| Alberto Frederico 20 de março de 1568 – 28 de agosto de 1618    |                                                                                         | 7 de maio de 1553 filho de Alberto e Ana Maria de Brunsvique-Luneburgo                                           | Maria Leonor de Cleves 1573 7 filhos                           | 18 de agosto de 1618 65 anos    |
| João Segismundo 28 de agosto de 1618 – 23 de dezembro de 1619   |                                                                                         | 8 de novembro de 1572 filho de Joaquim III Frederico, Eleitor de Brandemburgo e Catarina de Brandemburgo-Küstrin | Ana da Prússia 20 de outubro de 1594 8 filhos                  | 23 de dezembro de 1619 47 anos  |
| Jorge Guilherme 23 de dezembro de 1619 – 1 de dezembro de 1640  |                                                                                         | 13 de novembro de 1595 filho de João Segismundo e Ana da Prússia                                                 | Isabel Carlota do Palatinado 1616 3 filhos                     | 1 de dezembro de 1640 45 anos   |
| Frederico Guilherme 1 de dezembro de 1640 – 29 de abril de 1688 |                                                                                         | 16 de fevereiro de 1620 filho de Jorge Guilherme e Isabel Carlota do Palatinado                                  | Luísa Henriqueta de Nassau 7 de dezembro de 1646 6 filhos      | 29 de abril de 1688 68 anos     |
| Frederico Guilherme 1 de dezembro de 1640 – 29 de abril de 1688 | Sofia Doroteia de Schleswig-Holstein-Sonderburg-Glücksburg 13 de junho de 1668 7 filhos | 16 de fevereiro de 1620 filho de Jorge Guilherme e Isabel Carlota do Palatinado                                  |                                                                | 29 de abril de 1688 68 anos     |
| Frederico 29 de abril de 1688 – 18 de janeiro de 1701           |                                                                                         | 11 de junho de 1657 filho de Frederico Guilherme e Luísa Henriqueta de Nassau                                    | Isabel Henriqueta de Hesse-Cassel 13 de agosto de 1679 1 filha | 25 de fevereiro de 1713 55 anos |
| Frederico 29 de abril de 1688 – 18 de janeiro de 1701           | Sofia Carlota de Hanôver 8 de outubro de 1684 2 filhos                                  | 11 de junho de 1657 filho de Frederico Guilherme e Luísa Henriqueta de Nassau                                    |                                                                | 25 de fevereiro de 1713 55 anos |
| Frederico 29 de abril de 1688 – 18 de janeiro de 1701           | Sofia Luísa de Mecklemburgo-Schwerin 28 de novembro de 1708 sem filhos                  | 11 de junho de 1657 filho de Frederico Guilherme e Luísa Henriqueta de Nassau                                    |                                                                | 25 de fevereiro de 1713 55 anos |

### Reino
| Nome                                                                 | Retrato                                                                | Nascimento                                                                                     | Casamento(s)                                                                    | Morte                           |
| -------------------------------------------------------------------- | ---------------------------------------------------------------------- | ---------------------------------------------------------------------------------------------- | ------------------------------------------------------------------------------- | ------------------------------- |
| Frederico I 18 de janeiro de 1701 – 25 de fevereiro de 1713          |                                                                        | 11 de junho de 1657 filho de Frederico Guilherme e Luísa Henriqueta de Nassau                  | Isabel Henriqueta de Hesse-Cassel 13 de agosto de 1679 1 filha                  | 25 de fevereiro de 1713 55 anos |
| Frederico I 18 de janeiro de 1701 – 25 de fevereiro de 1713          | Sofia Carlota de Hanôver 8 de outubro de 1684 2 filhos                 | 11 de junho de 1657 filho de Frederico Guilherme e Luísa Henriqueta de Nassau                  |                                                                                 | 25 de fevereiro de 1713 55 anos |
| Frederico I 18 de janeiro de 1701 – 25 de fevereiro de 1713          | Sofia Luísa de Mecklemburgo-Schwerin 28 de novembro de 1708 sem filhos | 11 de junho de 1657 filho de Frederico Guilherme e Luísa Henriqueta de Nassau                  |                                                                                 | 25 de fevereiro de 1713 55 anos |
| Frederico Guilherme I 25 de fevereiro de 1713 – 31 de maio de 1740   |                                                                        | 14 de agosto de 1688 filho de Frederico I e Sofia Carlota de Hanôver                           | Sofia Doroteia de Hanôver 28 de novembro de 1706 14 filhos                      | 31 de maio de 1740 51 anos      |
| Frederico II 31 de maio de 1740 – 17 de agosto de 1786               |                                                                        | 24 de janeiro de 1712 filho de Frederico Guilherme I e Sofia Doroteia de Hanôver               | Isabel Cristina de Brunsvique-Volfembutel-Bevern 12 de junho de 1733 sem filhos | 17 de agosto de 1786 74 anos    |
| Frederico Guilherme II 17 de agosto de 1786 – 16 de novembro de 1797 |                                                                        | 25 de setembro de 1744 filho de Augusto Guilherme da Prússia e Luísa de Brunsvique-Volfembutel | Isabel Cristina de Brunsvique-Volfembutel 14 de julho de 1765 1 filha           | 16 de novembro de 1797 53 anos  |
| Frederico Guilherme II 17 de agosto de 1786 – 16 de novembro de 1797 | Frederica Luísa de Hesse-Darmstadt 14 de julho de 1769 7 filhos        | 25 de setembro de 1744 filho de Augusto Guilherme da Prússia e Luísa de Brunsvique-Volfembutel |                                                                                 | 16 de novembro de 1797 53 anos  |
| Frederico Guilherme III 16 de novembro de 1797 – 7 de junho de 1840  |                                                                        | 3 de agosto de 1770 filho de Frederico Guilherme II e Frederica Luísa de Hesse-Darmstadt       | Luísa de Mecklemburgo-Strelitz 24 de dezembro de 1793 9 filhos                  | 7 de junho de 1840 69 anos      |
| Frederico Guilherme IV 7 de junho de 1840 – 2 de janeiro de 1861     |                                                                        | 15 de outubro de 1795 filho de Frederico Guilherme III e Luísa de Mecklemburgo-Strelitz        | Isabel Luísa da Baviera 29 de novembro de 1823 sem filhos                       | 2 de janeiro de 1861 65 anos    |
| Guilherme I 2 de janeiro de 1861 – 9 de março de 1888                |                                                                        | 22 de março de 1797 filho de Frederico Guilherme III e Luísa de Mecklemburgo-Strelitz          | Augusta de Saxe-Weimar 11 de junho de 1829 2 filhos                             | 9 de março de 1888 90 anos      |
| Frederico III 9 de março – 15 de junho de 1888                       |                                                                        | 18 de outubro de 1831 filho de Guilherme I e Augusta de Saxe-Weimar                            | Vitória, Princesa Real 25 de janeiro de 1858 8 filhos                           | 15 de junho de 1888 56 anos     |
| Guilherme II 15 de junho de 1888 – 9 de novembro de 1918 (abdicou)   |                                                                        | 27 de janeiro de 1859 filho de Frederico III e Vitória, Princesa Real                          | Augusta Vitória de Schleswig-Holstein 27 de fevereiro de 1881 7 filhos          | 4 de junho de 1941 82 anos      |
| Guilherme II 15 de junho de 1888 – 9 de novembro de 1918 (abdicou)   | Hermínia Reuss de Greiz 5 de novembro de 1922 sem filhos               | 27 de janeiro de 1859 filho de Frederico III e Vitória, Princesa Real                          |                                                                                 | 4 de junho de 1941 82 anos      |

### Pretendentes
| Nome                                                       | Retrato                                                  | Nascimento                                                                            | Casamento(s)                                                           | Morte                          |
| ---------------------------------------------------------- | -------------------------------------------------------- | ------------------------------------------------------------------------------------- | ---------------------------------------------------------------------- | ------------------------------ |
| Guilherme II 9 de novembro de 1918 – 4 de junho de 1941    |                                                          | 27 de janeiro de 1859 filho de Frederico III e Vitória, Princesa Real                 | Augusta Vitória de Schleswig-Holstein 27 de fevereiro de 1881 7 filhos | 4 de junho de 1941 82 anos     |
| Guilherme II 9 de novembro de 1918 – 4 de junho de 1941    | Hermínia Reuss de Greiz 5 de novembro de 1922 sem filhos | 27 de janeiro de 1859 filho de Frederico III e Vitória, Princesa Real                 |                                                                        | 4 de junho de 1941 82 anos     |
| Guilherme 4 de junho de 1941 – 20 de julho de 1951         |                                                          | 6 de maio de 1882 filho de Guilherme II e Augusta Vitória de Schleswig-Holstein       | Cecília de Mecklemburgo-Schwerin 6 de junho de 1905 6 filhos           | 20 de julho de 1951 69 anos    |
| Luís Fernando 20 de julho de 1951 – 29 de setembro de 1994 |                                                          | 9 de novembro de 1907 filho de Guilherme e Cecília de Mecklemburgo-Schwerin           | Kira Kyrillovna da Rússia 1938 7 filhos                                | 29 de setembro de 1994 86 anos |
| Jorge Frederico 29 de setembro de 1994 – presente          |                                                          | 10 de junho de 1976 filho de Luís Fernando da Prússia e Donata de Castell-Rüdenhausen | Sofia Joana de Isemburgo 25 de agosto de 2011 4 filhos                 |                                |